# Xã New Hope, Quận Brown, Nam Dakota
Xã New Hope (tiếng Anh: New Hope Township) là một xã thuộc quận Brown, tiểu bang Nam Dakota, Hoa Kỳ. Năm 2010, dân số của xã này là 96 người.